# Muzej motocikala u Pančevu
Muzej motocikala u Pančevu zvanično postoji od 2014. godine, osnivanjem Udruženja „Ljubitelji  starovremenskih  motocikala”, mada se kolekcija starih motocikala sa bočnim prikolicama vozi, sakuplja, popravlja i restaurira više od 30 godina.

## Ciljevi udruženja
Udruženje je osnovano sa ciljem razvoja, očuvanja i prezentovanja zbirke starovremenskih motocikala kojom se raspolaže, a koja je najveća na prostorima naše zemlje i zemljama u okruženju.
Radi se i na ujedinjenju i bratimljenju klubova iz gradova Srbije koji čine savez klubova istorijskih vozila  Srbije, čiji smo osnivači.

## Muzejska zbirka
Muzejska postavka sada broji više od 100 motocikala i 30 bočnih prikolica, koji zajedno sa starim radio aparatima i gramofonima daju prostoru čari starih vremena. Pored toga tu su auto Chevrolet International Sedan iz 1929. godine, PONTIAC Phaeton iz 1928. godine, Fiat Topolino Belvedere iz 1952. godine, BMW Izeta iz 1957. godine, DКW iz 1954.godine, kao i stari bicikli sa velikim prednjim točkom, tvz. velosiped.
Zbirka je sakupljana po većini bivših Jugoslovenskih republika, a najviše po Srbiji i smeštena u tri povezane hale, u prostoru od 300m². U organizaciji Udruženja do sada je uspešno održano nekoliko oldtajmer susreta u prostoru muzeja, gde su gosti bile oldtajmer organizacije iz zemlje i inostranstva.

## Komercijalno učešće
Za pomenuti je i učestvovanje motocikala u nekoliko serija, filmova i reklama, kao što su Monte video, Bog te vidio, Papilon, italijanska serija Кomesario Nardone, serija Ignis, Šešir profesora Koste Vujića, Senke nad Balkanom..., kao i saradnja sa Turističkom organizacijom Pančevo, Muzejom nauke i tehnike Srbije, Muzejom automobila, Istoričarima automobilizma Srbije, itd. Iznajmljivanjem oldtajmera i za sve vrste svečanosti podstiče se razvoj i opstanak muzeja.

## Spoljašnje veze
- Zvanična prezentacija Архивирано на веб-сајту  (22. септембар 2020)
- „Najvrednija kolekcija starih motocikala nalazi se u Pančevu”. Pančevo. Приступљено 16. 11. 2020.[мртва веза]
- „Sasvim prirodno: Stara dobra remena, 1. deo”. You Tube. Приступљено 16. 11. 2020.